# کاستافیوره ۱۶۸۳
سیارک ۱۶۸۳ (به انگلیسی: 1683 Castafiore، نامگذاری:1950SL) هزار و ششصد و هشتاد و سومین سیارک کشف شده‌است که در ۱۹ سپتامبر ۱۹۵۰ کشف شد.
قدر مطلق سیارک برابر ۱۱٫۶۰ است.